# Caserío (arquitectura)

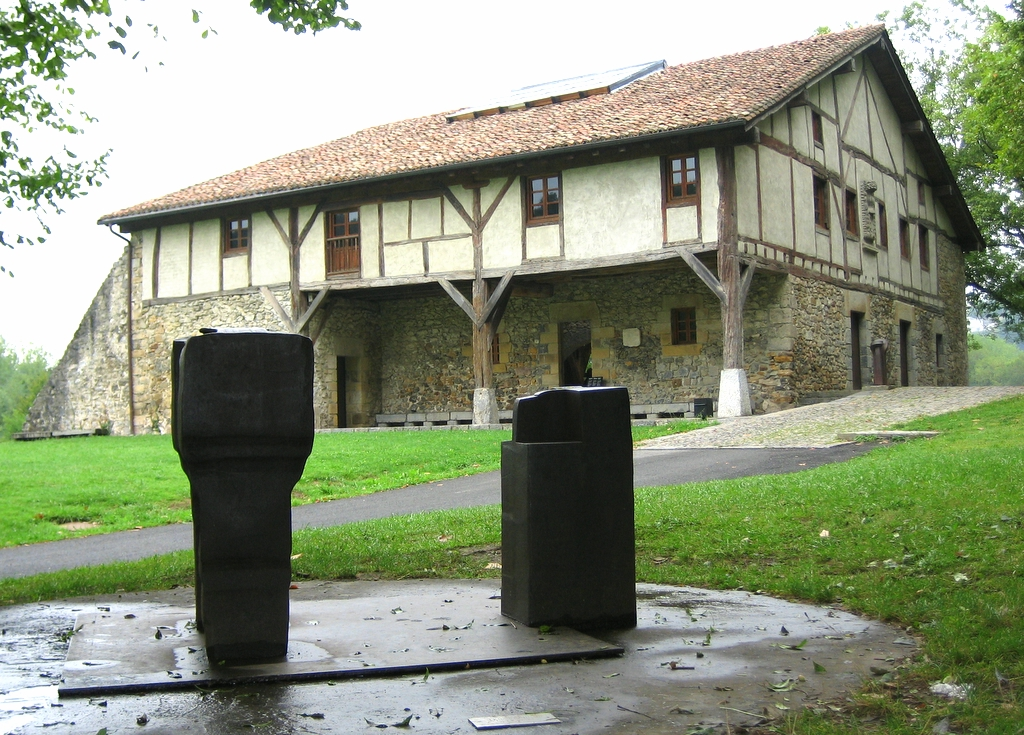
El caserío Zabalaga en el Chillida-Leku en Hernani, Guipúzcoa, España.

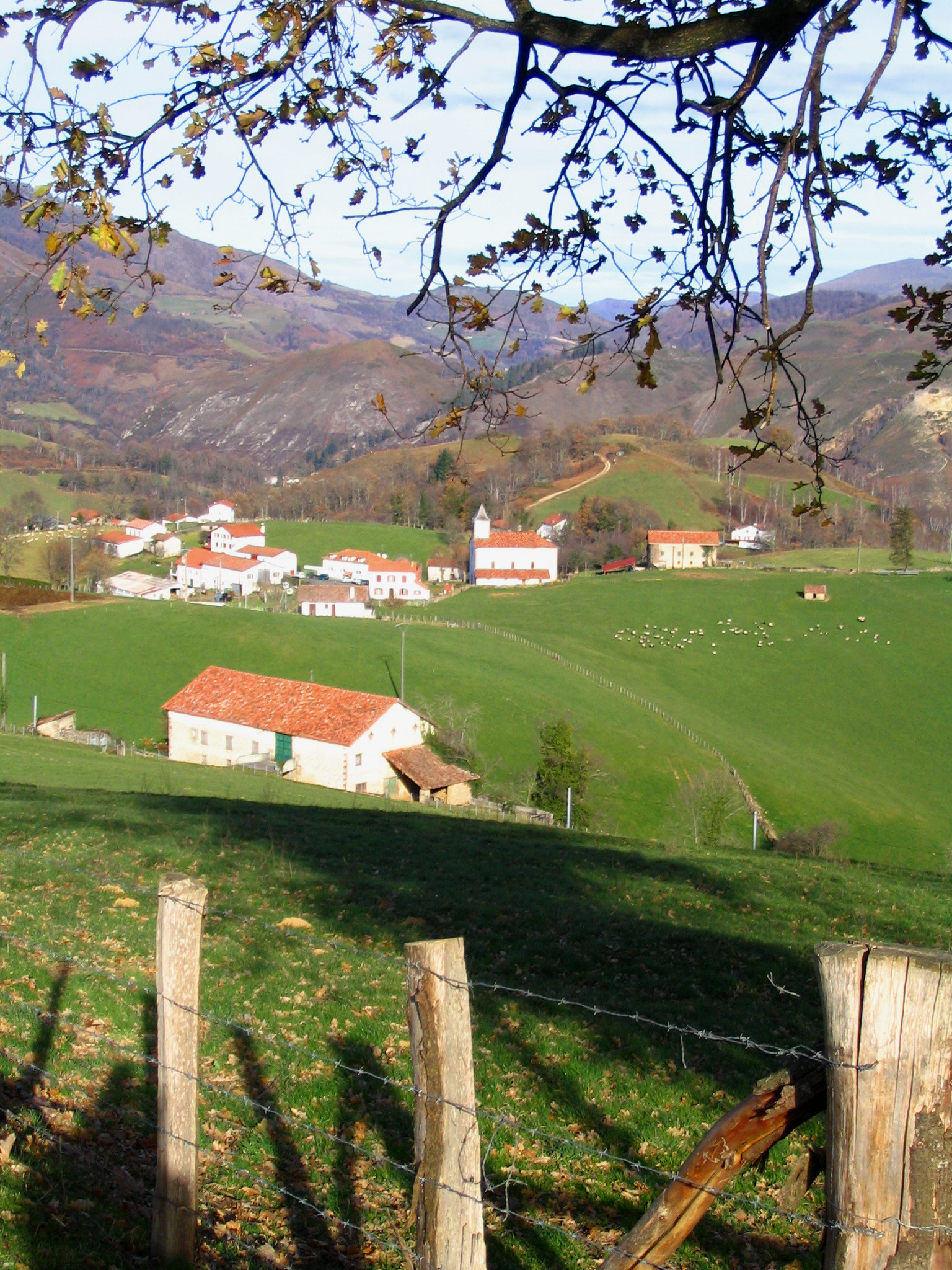
Caseríos en Aldudes (Baja Navarra, Francia).

El caserío (en euskera: baserri) es una casa de trabajo normalmente diseñada para desempeñar labores agrícolas, ganaderas y forestales. Tradicionalmente ha sido la unidad económica básica de gran parte de las zonas rurales del País Vasco, Navarra y el País Vasco francés.
También pueden encontrarse caseríos en el norte de Castilla y en zonas de León, donde además de caserío reciben el nombre de quintana y casona.

## Características arquitectónicas
Su construcción es en piedra, en forma de casa aislada, y puede alcanzar los 15 metros de altura. Suele disponer de una planta baja, en la que se instalaban graneros, establos y demás dependencias agrícolas, y de una o más plantas elevadas que servían de vivienda. 
El tamaño de su planta suele ser considerable, pues en ellos solían convivir todos los miembros de una familia, junto con el ganado y los pastos recolectados, que se situaban en dependencias integradas en la misma construcción.
Típicamente, el tejado es longitudinal y a dos aguas, techado con tejas. Las plantas bajas están construidas de sillería o aparejo, mientras que las plantas altas —donde se sitúan típicamente los habitáculos— pueden ser de sillería, aparejo o algún material más ligero (entramados de madera, ladrillo, etc.). Suele contar con una entrada en arco que da paso a un pórtico abierto. Desde él se tiene acceso a la zona de vivienda, típicamente situada en la planta de arriba, y a las demás dependencias de la casa (graneros, establos, etc.).

## Relevancia económica
Los caseríos eran el elemento fundamental del agro en el País Vasco y Navarra. Su concepción es la de una unidad económica esencialmente autosuficiente: el caserío estaba rodeado tradicionalmente por los terrenos agrícolas que suplían prácticamente todas las necesidades de la familia, proveyendo de alimentos, ropas, etc. a sus moradores. Integrados en la propia construcción o en edificios anejos, se podían instalar talleres de manufactura para tejidos, labrado de piedra, herrerías, etc. Como unidad autosuficiente, el caserío suele presentarse de forma aislada, rodeado de campos de cultivo. Cuando aparecen agrupados, suele ser en pequeño número, usualmente en algún cruce de caminos o junto a una ermita o iglesia. A diferencia del resto de España, los templos religiosos, en caso de haber alguno anejo al caserío, solían ser propiedad del dueño del caserío y no de la Iglesia. El párroco solía ostentar en esos casos su parroquia en régimen de beneficio, de manera similar a como ocurría en la Inglaterra anglicana.

## Relevancia social

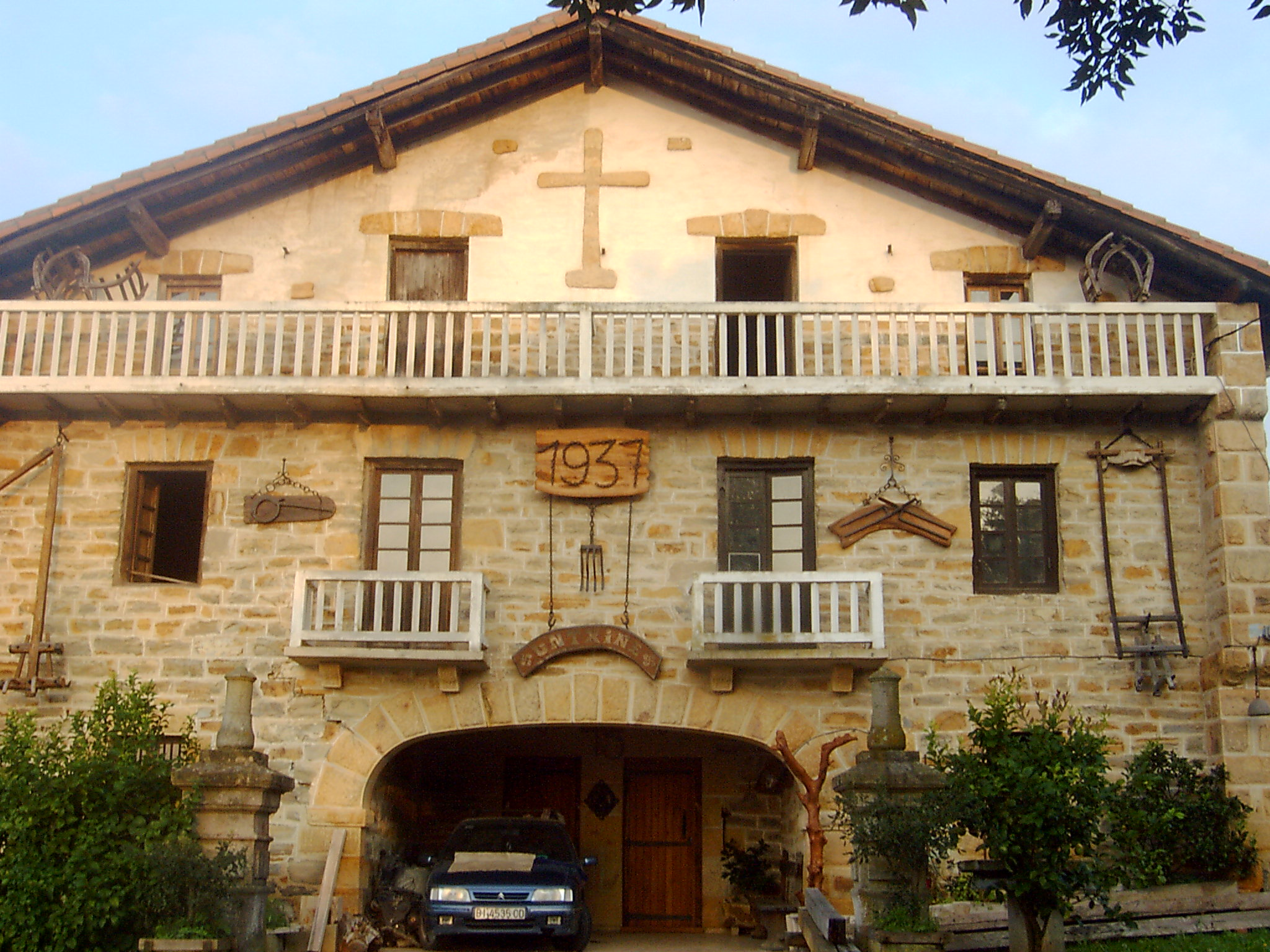
Caserío en Rigoitia (Vizcaya).

Las rígidas leyes de mayorazgo que existían en el País Vasco y Navarra hacían que el caserío y todas sus tierras fueran heredados exclusivamente por un único individuo, el primogénito de la familia. Sin embargo, el derecho foral permitía la libre disposición de los bienes (no existía el derecho de "legítima"), por lo que la herencia podía transmitirse a algún otro vástago o familiar, incluyendo a mujeres. Esto, empero, era algo excepcional, siendo habitual que el primogénito varón era el que heredaba la propiedad.
Esto hacía que el resto de hijos varones de la familia se vieran forzados a emigrar o, en algunos casos, a trabajar para el hermano mayor, en cuyo caso no solían contraer matrimonio. El derecho de hidalguía universal imperante en Vizcaya, Guipúzcoa, zonas de Álava y en Navarra facilitaba el acceso de los hermanos desheredados al clero, al ejército o a la administración real. Ello explica asimismo la gran emigración de dichas regiones a las colonias españolas en América. 
Pese a que la propiedad recaía sobre el varón, la administración del caserío solía correr a cargo de las mujeres de la familia, en un régimen que algunos han querido ver como una especie de matriarcado. Las mujeres llevaban a cabo el planeamiento de las cosechas, el ganado, etc., y en general administraban la propiedad. La importancia de la mujer dentro del núcleo familiar era, en todo caso, grande. Ello ha dado pie a la teoría de la sociedad vasca como matriarcalista, es decir, portadora de una suerte de estructura psicosocial matriarcal, pese a tender más bien hacia el patriarcado en sus estructuras sociales reales.
Por otro lado, al quedar el caserío adscrito a una familia determinada, esta recibía tradicionalmente por apellido un topónimo asociado a su caserío. Así, alguien apellidado Garaikoetxea (lit. "Casa del alto") sería alguien descendiente de una familia de un caserío que hubiera recibido ese nombre, Garaikoetxea; el caserío estaría situado probablemente en un promontorio o algún lugar elevado. Igualmente, alguien apellidado Etxebarria (lit. "Casa nueva") provendría de un caserío de nueva planta, y alguien apellidado Ibarrola (lit. "Ferrería de la ribera") provendría de un caserío que albergara o se situara junto a alguna ferrería a la orilla de un río.

## Historia

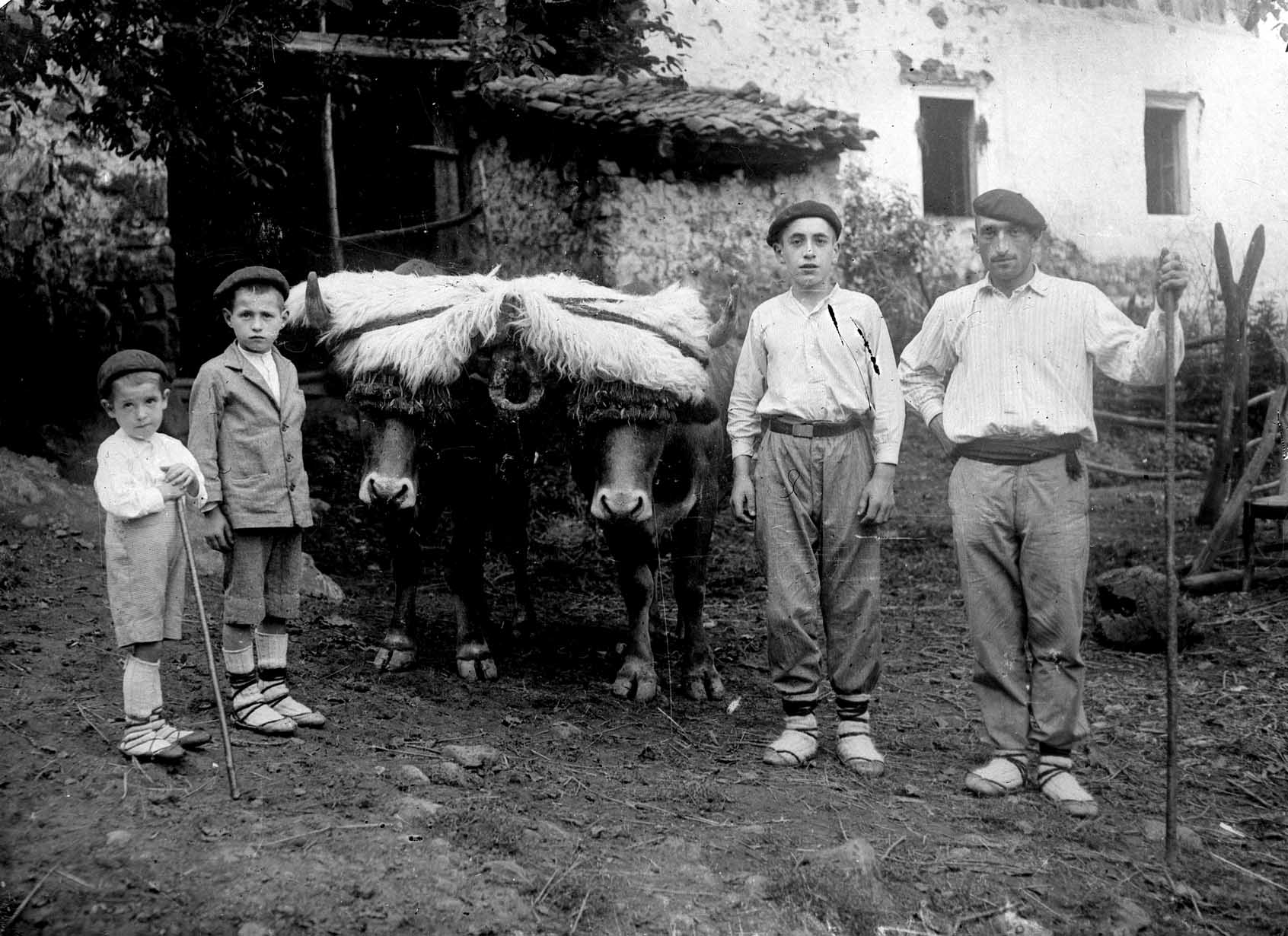
Padre con sus hijos trabajando en el caserío. Fotografía: Indalecio Ojanguren.

La actual conformación del caserío data del siglo XVI. Esta conformación sintetiza en un único edificio todas las funciones esenciales, la vivienda, el granero, el pajar y el lagar. Normalmente se distribuyen en dos o tres plantas que ocupan hasta mil metros cuadrados. Este tipo de edificación sustituyó a las antiguas casas rurales, que eran sencillas cabañas de madera que se apoyaban en fondos de roca y se techaban con techos vegetales con tabiques de varas de castaño o avellano entretejidas al tresbolillo, recubiertas con argamasa de cal y arena. En el siglo XVI, cuando se comienza la construcción de los caseríos, se produce un cambio radical al encargarse la obra a profesionales especializados y quedar únicamente en manos de los propietarios el derribo de las construcciones anteriores, ya que estas nuevas se iban a edificar en el mismo solar, y el acarreo del material. Las nuevas construcciones no son una evolución de las anteriores, sino que son una tipología arquitectónica completamente nueva que requiere importar, aprender a utilizar y difundir nuevas herramientas y técnicas de construcción y afectan a las relaciones intrafamiliares al conformarse un nuevo escenario de la vida doméstica con cambios en los roles de género, jerarquía intergeneracional y convivencia, así como la distinción de los espacios públicos y privados y la introducción de conceptos como la intimidad, el confort y representación social por la calidad y ostentación de la vivienda.
Se cree que la actual ordenación social del caserío, donde se da una unidad de vida y trabajo, desarrollada en torno a una familia transgeneracional (abuelos, padres, hijos y miembros solteros desligados), surge hacia el siglo II con la primera gran crisis del Imperio Romano y que puede derivar de la cultura castrense de la Edad del Hierro. 
La etimología de la palabra "baserri" señala a la misma como proveniente de "baso", que significa "bosque", y "herri" que significa "pueblo", tanto en el sentido de "gente" como el de "lugar", lo cual da apoyo a la hipótesis de su significado más amplio como comunidad que como unidad habitacional. 
Hacia el año 1000, las casas que componían las aldeas se van alejando unas de otras, al principio unos 200 o 300 metros, y extendiéndose por las laderas y valles. El ordenamiento del territorio que realizaron los señores y la iglesia llevó en algunos casos a crear y poblar lugares no del todo favorables, pero necesarios para una mayor explotación del medio natural basado en el sel.
En el siglo XIV se abre un periodo de inseguridad, que hace que los habitantes de los caseríos busquen la protección de las villas, escapando de los abusos de los señores propietarios de las tierras.
Tras las guerras de bandos y el establecimiento del mayorazgo (que permite conservar toda la explotación) se produce una renovación del tipo de edificación, pasando de las pobres cabañas a los edificios más robustos y ricos, similares a los de la actualidad. El mayor esplendor se dio a mediados del siglo XVI, donde ya está perfectamente conformada la edificación con sus variantes.
Estos nuevos edificios se construyen basándose en la tecnología de armar en roble de los maestros suabos del sur de Alemania, de tal forma que la estructura de madera es autoportante y no recae sobre los muros la responsabilidad de mantener el edificio en pie. Los muros, realizados a la luz de los de las catedrales góticas del sur de Francia, son también de una factura de mucha calidad.

## Caseríos declarados monumentos
El Gobierno vasco ha declarado monumentos algunos caseríos. A continuación destacamos algunos de ellos:
- Landetxo Goikoa (Mungia). Edificado de 1510.
- Igartubeiti (museo) (Ezkio-Itsaso). siglo XVI.
- Isuntza Goikoa (Berriz)
- Isuntza Bekoa (Berriz)
- Agirre (Bergara)
- Eduegi (Bergara)
- Eguren (Bergara)
- Aierdi (Urnieta)
- Ugarte (Asteasu)
- Erreitzu (Asteasu)
- Irazugoikoa (Zizurkil)
- Patxillardegi (Donostia)
- Tolare (Donostia)
- Etxebarri (Llodio)
- Goikoetxe (Llodio)
- Iruaritz (Amurrio)
- Landako (Amurrio)
- Saltuberri (Aramayona)
- Urbina (Abezia)

## Galería

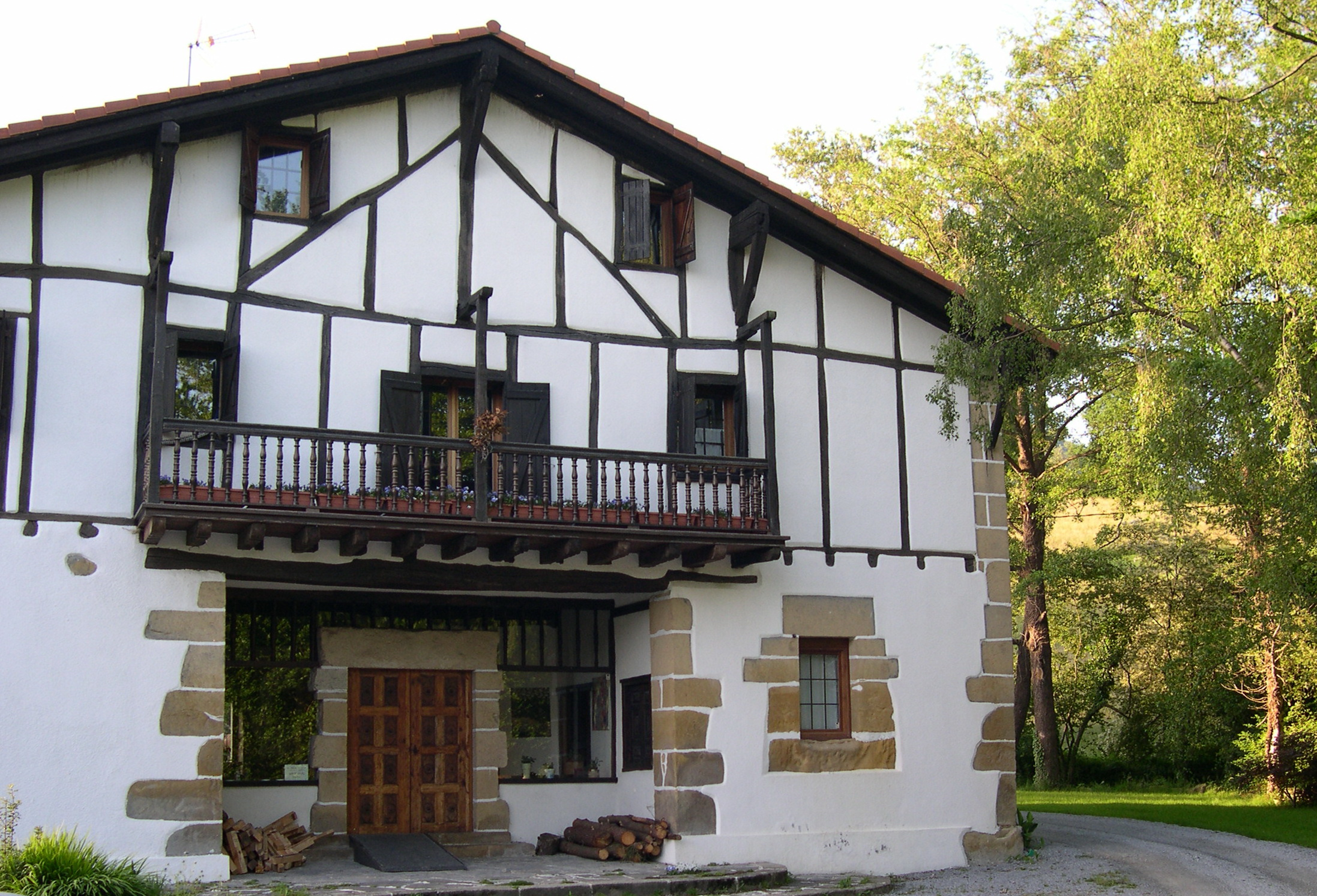
Caserío en los alrededores de Gaintxurizketa y Lezo (Guipúzcoa).
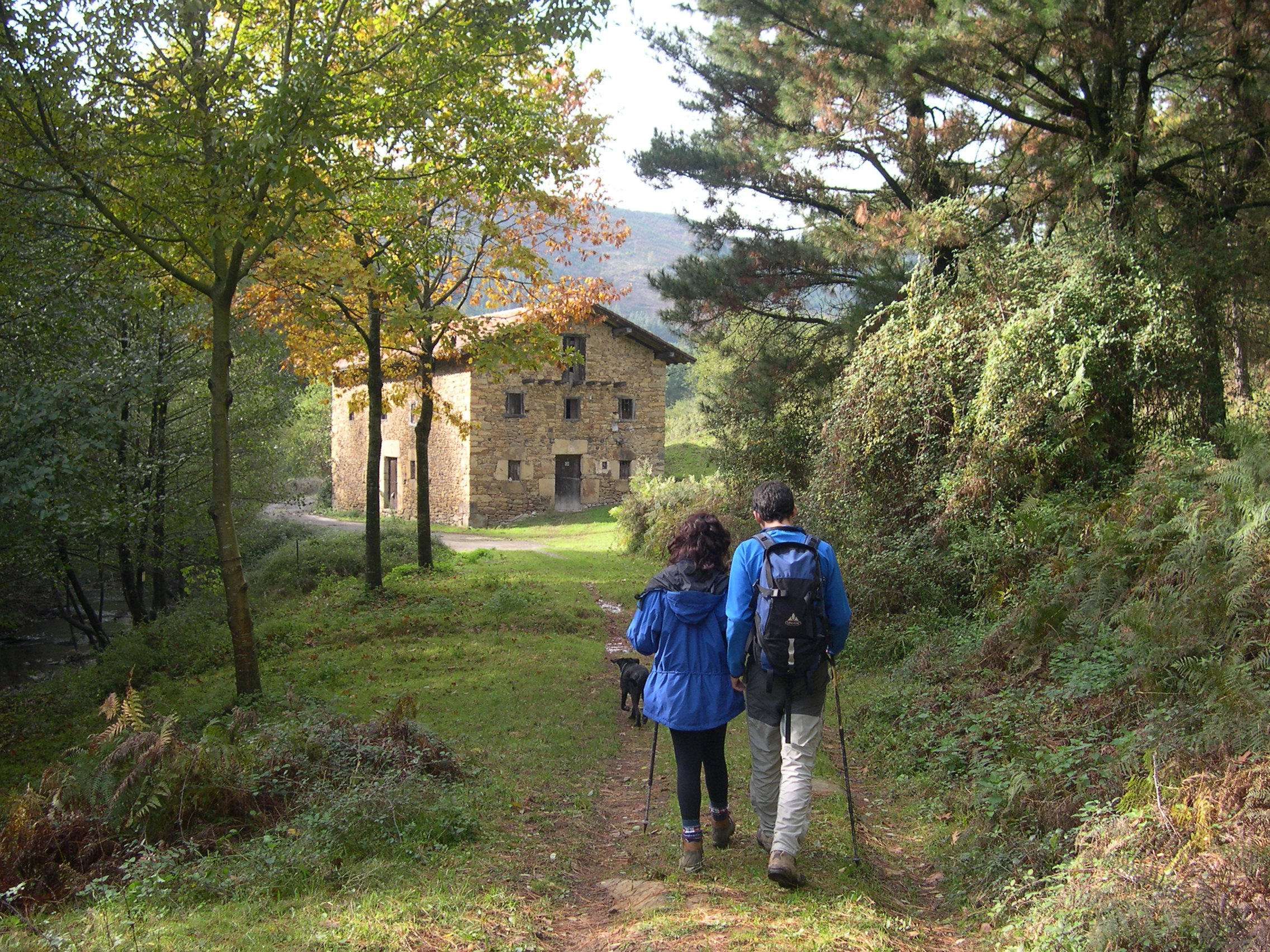
Una borda al sur del Parque Natural del Gorbea.
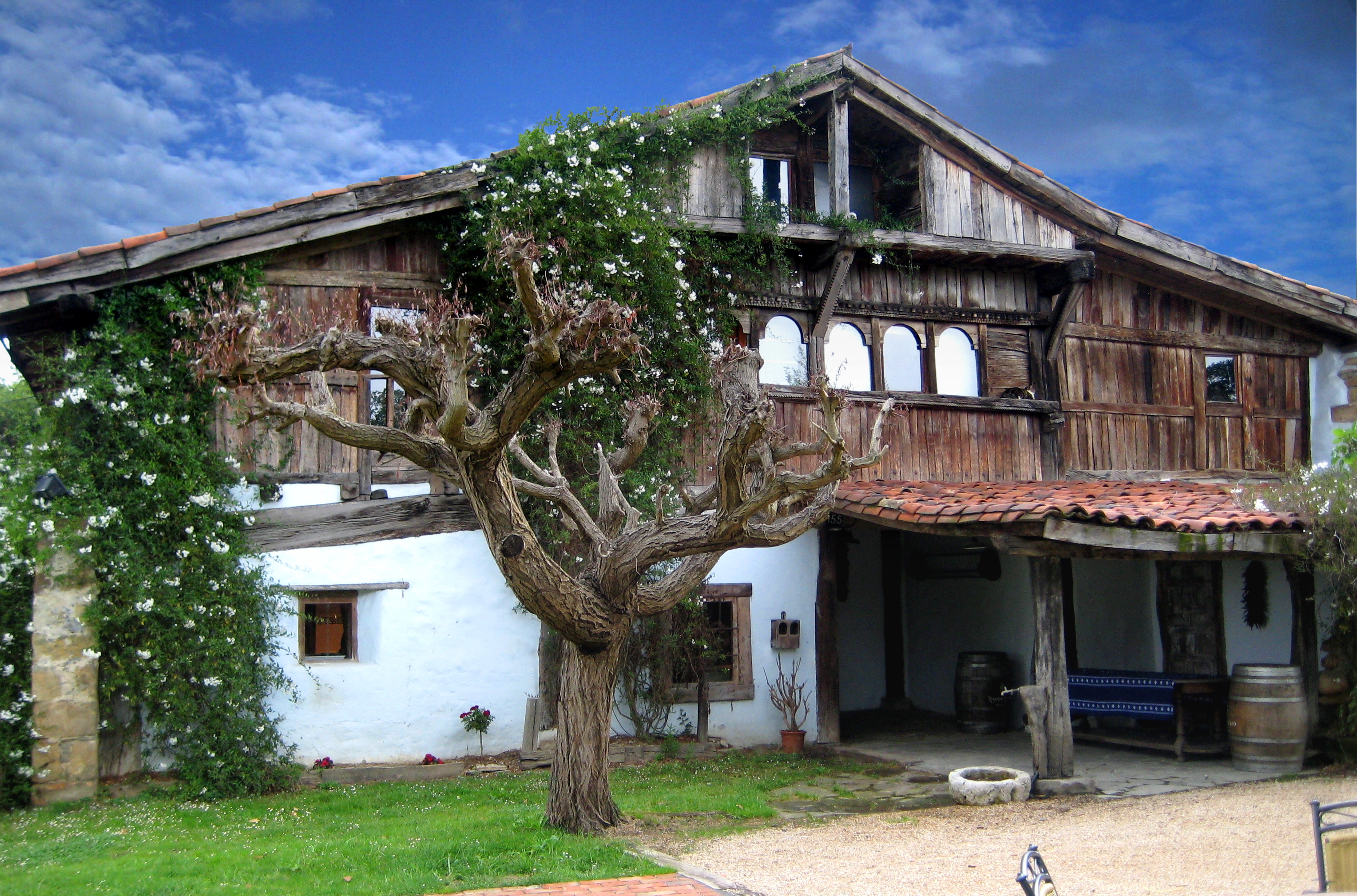
Caserío Bengoetxe en Lujua (Vizcaya).
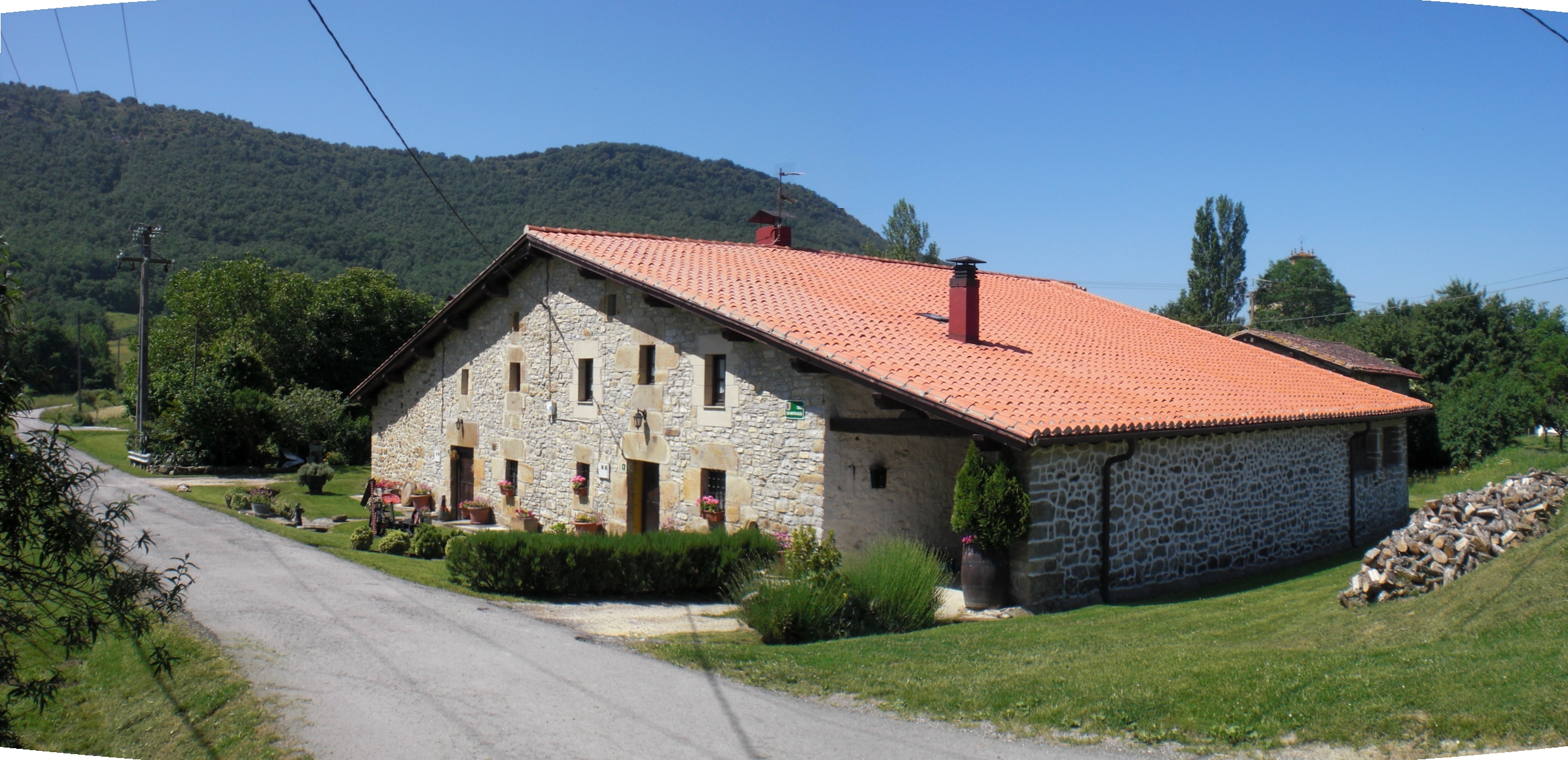
Caserío en Hermua (Barrundia, Álava).
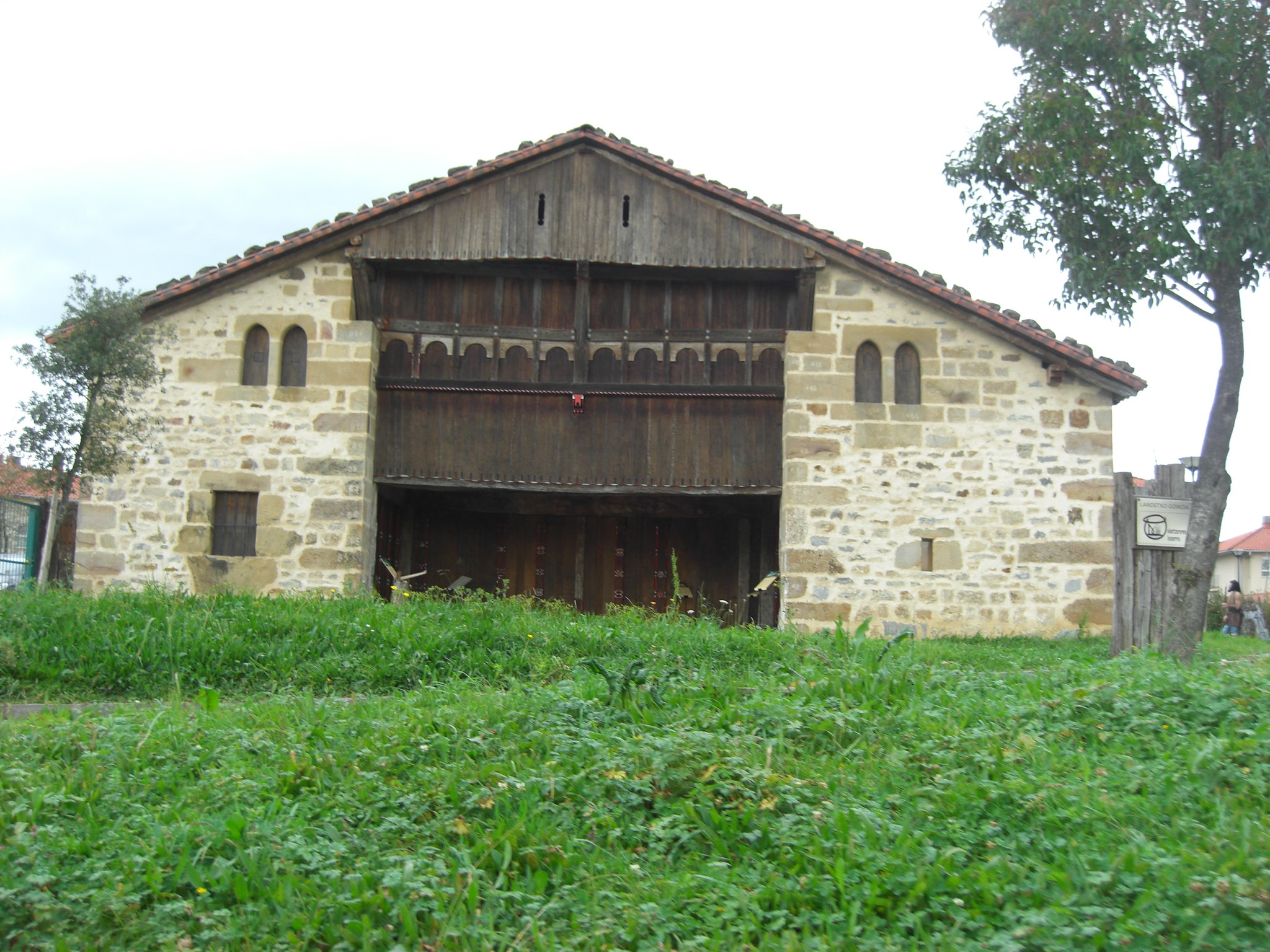
Caserío Landetxo Goikoa (Munguía, Vizcaya).
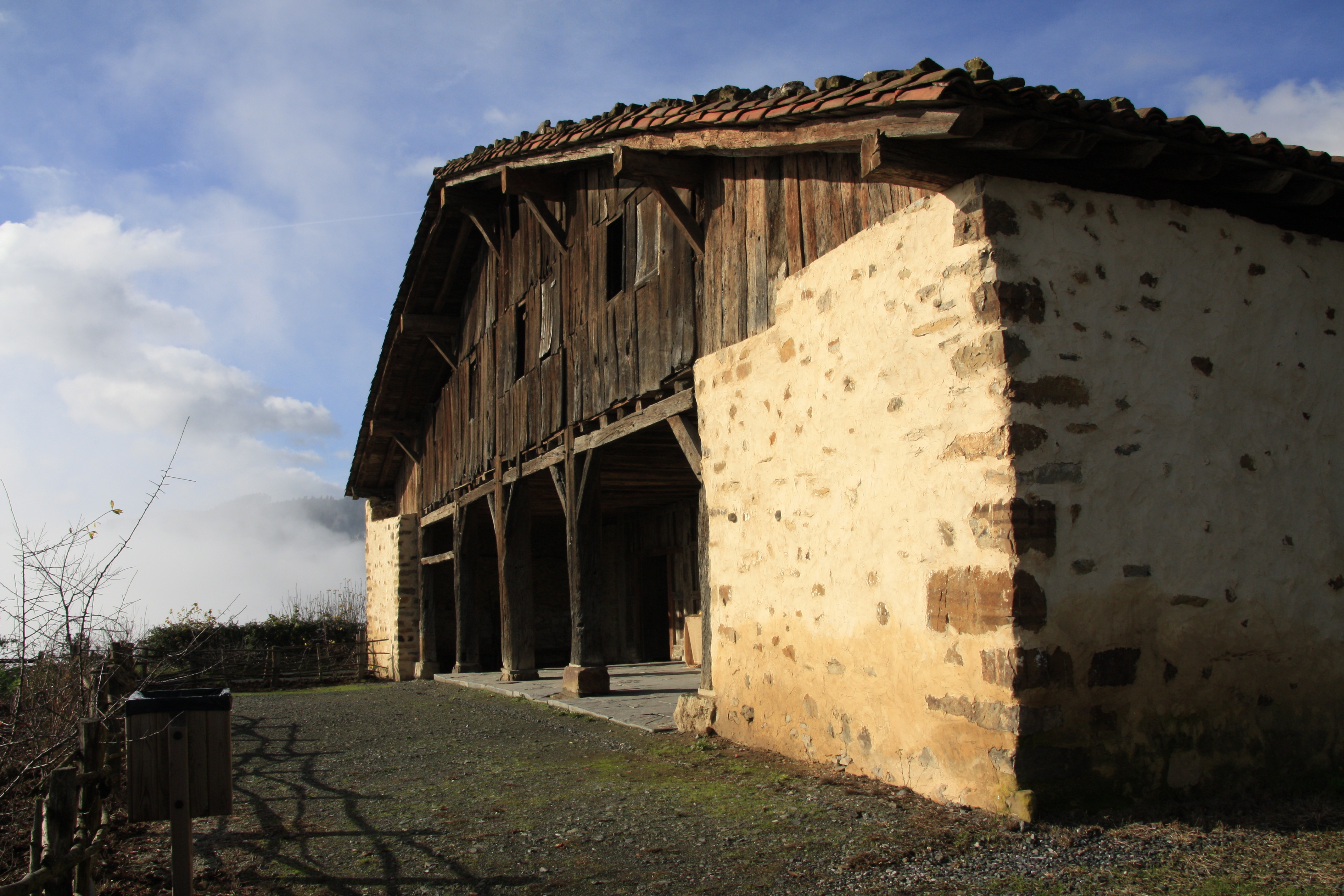
Caserío-Museo Igartubeiti (Ezquioga-Ichaso, Guipúzcoa).